# Gall (saint)
Pour les articles homonymes, voir Gall et Saint Gall.

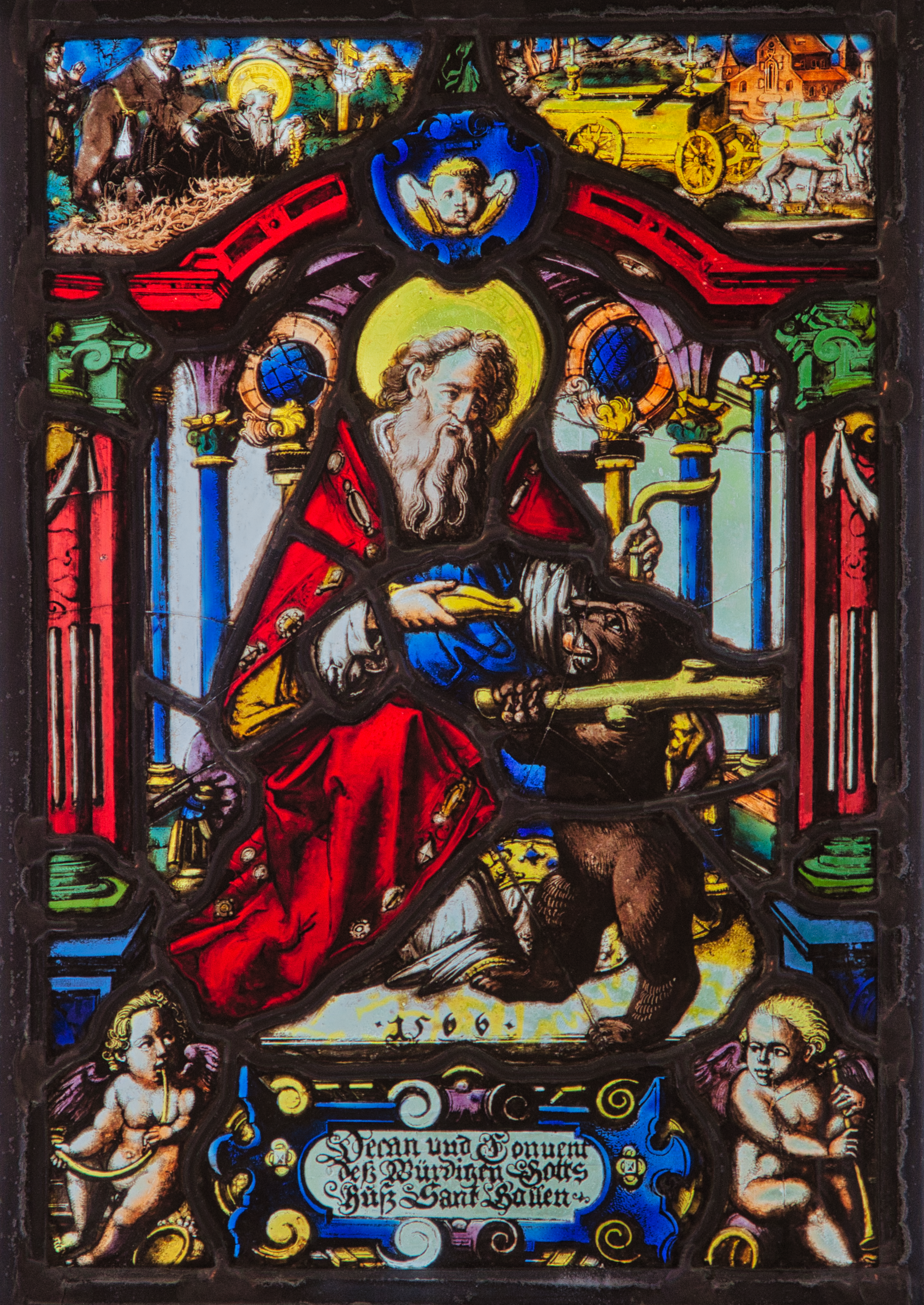
Vitre figurative représentant saint Gall comme doyen, datant de 1566

Gall (en latin Gallus), né en Irlande vers 550, fondateur de l'abbaye de Saint-Gall, maintenant en Suisse, est un saint catholique et orthodoxe, mort le 16 octobre, vers 640 ou 645 selon les sources. Il est fêté le 16 octobre.
Il ne faut pas le confondre avec l'un des saints évêques de Clermont : Gall Ier  et Gall II.

## Biographie
Selon la tradition, Gall est formé dans le monastère de Bangor, fondé par saint Comgall. Il fait partie des douze moines qui sont choisis pour accompagner saint Colomban en Gaule. Il le suit dans ses déplacements missionnaires à travers la Gaule et participe à la fondation du monastère de Luxeuil. Lorsque Colomban doit quitter l’Austrasie pour avoir reproché à la reine Brunehilde d'avoir des bâtards comme petits-fils, Gall et quelques autres disciples suivent leur père spirituel au-delà du Jura. Les historiens en font actuellement plutôt un Gaulois originaire des Vosges, ce qui correspond à la signification de son nom latin, qui se serait joint à Colomban lors de son séjour à Luxeuil.
À partir de 610, la petite communauté tente d'évangéliser les rives du lac de Zurich. En butte à la violence des habitants, elle doit bientôt s'éloigner. Elle tente une seconde implantation près du lac de Constance, à l'endroit où le Rhin Supérieur se jette dans les eaux du lac. Ils fixent leur monastère autour d'une petite chapelle dédiée à sainte Aurélie, mais que les païens avaient réinvesti en y installant leurs idoles.
Saint Gall connaît la langue du lieu, selon la tradition pour l'avoir apprise lors de ses voyages missionnaires autour de Luxeuil. Il est décrit comme le premier missionnaire en Europe centrale à avoir prêché en langue vulgaire et non en latin. Il prêche l'Évangile et convertit des habitants du lieu. Le texte de la vie du saint raconte que le démon du lac fut très fâché de ses succès et qu'il se mit à hurler au démon des montagnes : « Cet étranger me presse dans les eaux et dévaste mon domaine. Et je ne parviens pas à le tromper, car le Nom de Dieu est toujours dans sa bouche et, veillant continuellement sur lui-même, il se rit de nos pièges ! » Cette anecdote semble naïve, mais elle constitue un précieux témoignage sur le mode de prière pratiqué par saint Gall.
Lorsque, en 612, la communauté fuit vers le sud devant les attaques des Alamans commandé par le chef Gunzo (en) et s'installe en Lombardie, Gall, malade, doit rester à proximité, aux environs de Brégence, au bord du lac de Constance. À sa guérison, il bâtit des cellules, sortes de huttes de terre et de branchages, s'installe dans cet ermitage qui deviendra l'abbaye de Saint-Gall. Il gagne graduellement le respect des Alamans, opère des guérisons, dont celle de la fille de Gunzo et finit par entrer en grâce auprès du duc alaman. Il refuse les honneurs et les charges (on lui aurait proposé de devenir évêque de Constance, puis abbé de Luxeuil), préférant poursuivre son ministère d'évangélisation à partir de son ermitage. Selon la tradition, il serait décédé non loin de Saint-Gall à Arbon le 16 octobre, vers 640 ou 645 selon les sources. La date du 16 octobre reste la date de sa fête.

## Éponymie
Saint Gall a donné son nom aux localités suivantes :
- le Canton de Saint-Gall (Suisse)
- Saint-Gall, en allemand Sankt Gallen (Suisse) à l'emplacement de son ermitage devenu plus tard abbaye de Saint-Gall
- Sankt Gallenkappel (Suisse)
- Sankt Gallen (Autriche)
- Sankt Gallenkirch (Autriche)
- Gallneukirchen (Autriche)
- un quartier de la commune de Thal-Marmoutier en France
- le quartier Gallus à Francfort (Allemagne)
- Sankt Gallen près de Jesewitz en Saxe (Allemagne).
- le grand séminaire Saint-Gall de Ouidah (Bénin)

## Dans la culture populaire
- Les armoiries de la commune de Kriens (canton de Lucerne) représentent saint Gall accompagné d'un ours[3].